# Nord 1500

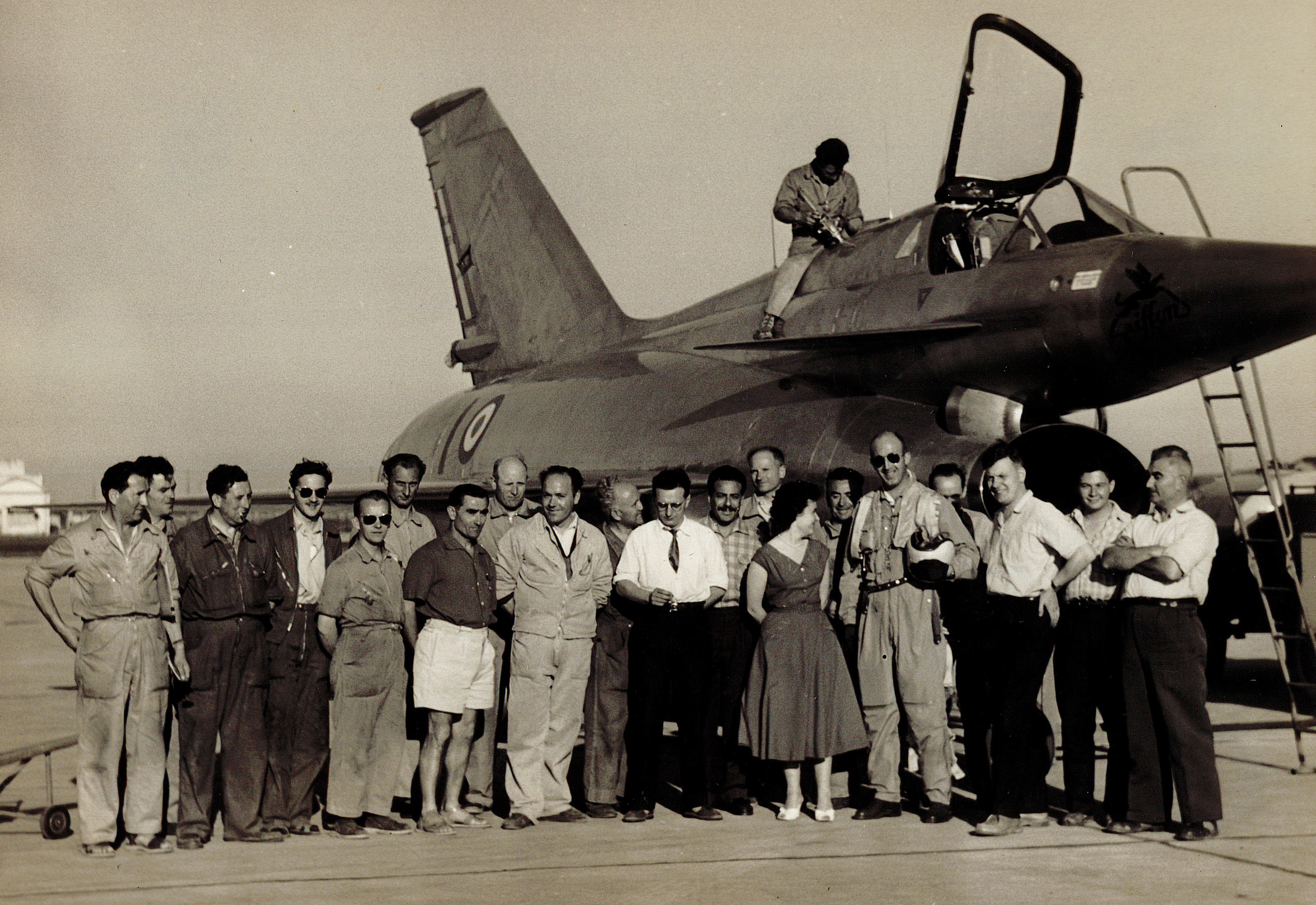
Das Team der Nord 1500 Giffon um 1955

Die Nord 1500 Griffon war ein französisches Experimentalflugzeug mit einem Mischantrieb von Strahl- und Staustrahltriebwerk. Die Maschine hatte ihren Erstflug im Jahre 1955. Eine verbesserte Version der Griffon (Nord 1500-02 Griffon II) stellte gegen Ende der 1950er-Jahre mehrere Geschwindigkeits- und Steigleistungsrekorde auf. Zur Weiterentwicklung zu einem Kampf- bzw. Aufklärungsflugzeug kam es jedoch nicht.

## Geschichte
Beim sich bereits am Ende des Zweiten Weltkrieges abzeichnenden Übergang zu strahlgetriebenen Flugzeugen waren die Ingenieure häufig mit dem Problem der Untermotorisierung von Kampfflugzeugen konfrontiert. Im Jahr 1946 wirkte der Österreicher Eugen Sänger als Berater an der Konstruktion und Auslegung des französischen Versuchsflugzeugs Nord 1500 mit. Als das französische Luftfahrtministerium Anfang der 1950er-Jahre für die Armée de l’Air einen schnellen Abfangjäger zur Verteidigung gegen mögliche Überschall-Bomber forderte, wurde bei Nord Aviation auf das leistungsstarke Staustrahltriebwerk gesetzt, das jedoch den Nachteil hatte, bei geringen Geschwindigkeiten fast keinen Schub zu liefern. Dieser Nachteil sollte vermieden werden, indem die Maschine einen Mischantrieb mit einer Strahlturbine zum Starten und Landen sowie einem Staustrahltriebwerk für den Marschflug erhielt. Die Strahlturbine war dabei innerhalb des Nord-Staustrahlrohres, das einen Durchmesser von 1,37 m hatte, eingebaut.
Der Erstflug des Prototyps fand am 20. September 1955 mit dem Testpiloten André Turcat statt. Bis April 1957 folgten über 150 Flüge, danach wurde die Maschine verschrottet.

### Nord 1500-02Griffon II
Der zweite Prototyp unterschied sich vom ersten durch die verkleidete Cockpithaube, einen vergrößerten Lufteinlass sowie das Fehlen der kleinen Stabilisierungsflossen am Heck. Die zweite Maschine startete am 23. Januar 1957. Das Antriebssystem lief ohne Probleme, nur der immer noch zu kleine Lufteinlass schränkte die Leistung ein.

### Ende des Programms
Vor allem wegen Problemen mit der Schubregelung des Staustrahltriebwerkes – der Pilot hatte praktisch nur die Wahl zwischen vollem und gar keinem Schub – wurde das Projekt aufgegeben. Die Griffon II hatte etwa 200 Flüge absolviert, ohne dass die Probleme gelöst worden wären. Zur Entwicklung der Mach-3-fähigen Super Griffon kam es nicht mehr. Jets ohne Mischantrieb hatten zu dieser Zeit den Wettbewerb bereits für sich entschieden.

## Konstruktion
Die Griffon besteht im Wesentlichen aus einem zylindrischen Rumpf, der die beiden kombinierten Triebwerke und einen großen Teil des Treibstoffes beinhaltet. Das Cockpit ist über dem Lufteinlass angeordnet. Die Maschine verfügt über einen um 60° gepfeilten Deltaflügel und kombinierte Quer- und Höhenruder. Unterhalb des Cockpits gab es zwei deltaförmige Trimmflächen, die dem Flugzeug auch bei Überschallgeschwindigkeit Entenflugzeug-Eigenschaften verliehen.

## Nutzung
Nach weiteren Modifikationen erreichte die Griffon mit Mach 1,85 im Steigflug fast unglaubliche Werte. Im Februar 1957 stellte die Maschine mehrere Steigleistungsrekorde auf, so brauchte sie zum Beispiel eine Minute und 41 Sekunden, um vom Stillstand auf 9000 m zu steigen.
Spätestens nachdem André Turcat im Februar einen 100-km-Flug mit einer Durchschnittsgeschwindigkeit von 1643 km/h absolviert und damit einen neuen Weltrekord aufgestellt hatte, wurde die Griffon II auch außerhalb Europas bekannt. Am 5. Oktober 1960 erreichte die Griffon ihren absoluten Spitzenwert mit 2,19-facher Schallgeschwindigkeit.

## Technische Daten
| Kenngröße             | Daten |
| --------------------- | --- |
| Besatzung             | 1 |
| Länge                 | 14,54 m |
| Spannweite            | 8,10 m |
| Höhe                  | 5,0 m |
| Flügelfläche          | 32,0 m² |
| Leermasse             | 6725 kg |
| Flächenbelastung      | 210 kg/m² |
| Höchstgeschwindigkeit | 2330 km/h |
| Steiggeschwindigkeit  | 100 m/s |
| Startstrecke          | 600 m |
| Landestrecke          | 1000 m |
| Triebwerke            | eine Axialluftstrahlturbine SNECMA Atar 101E-3 mit 34,3 kN (3500 kp) und ein Staustrahltriebwerk Nord Stato-Réacteur mit 68,0 kN (7000 kp) |

## Erhaltene Flugzeuge
Die Nord 1500-02 Griffon II ist im Musée de l’air et de l’espace in Paris ausgestellt.

## Vergleichbare Typen
- Vereinigtes Königreich: Avro 720
- Vereinigtes Königreich: Saunders-Roe SR.53
- Vereinigtes Königreich: Saunders-Roe SR.177
- Frankreich: Sud Ouest S.O.9000
- Frankreich: Leduc 010 / 021 / 022
- Vereinigte Staaten: XF-91 Thunderceptor